# Окіпська сільська рада
Окіпська сільська рада — колишній орган місцевого самоврядування у Лубенському районі Полтавської області з центром у c. Окіп.

## Населені пункти
Сільраді були підпорядковані населені пункти:
- c. Окіп
- c. Селюків

## Населення
За переписом населення України 2001 року в сільській раді мешкало 599 осіб.

### Мова
Розподіл населення за рідною мовою за даними перепису 2001 року:
| Мова       | Відсоток |
| ---------- | -------- |
| українська | 97,01 %  |
| російська  | 2,82 %   |
| білоруська | 0,17 %   |